# Oranje luzernevlinder

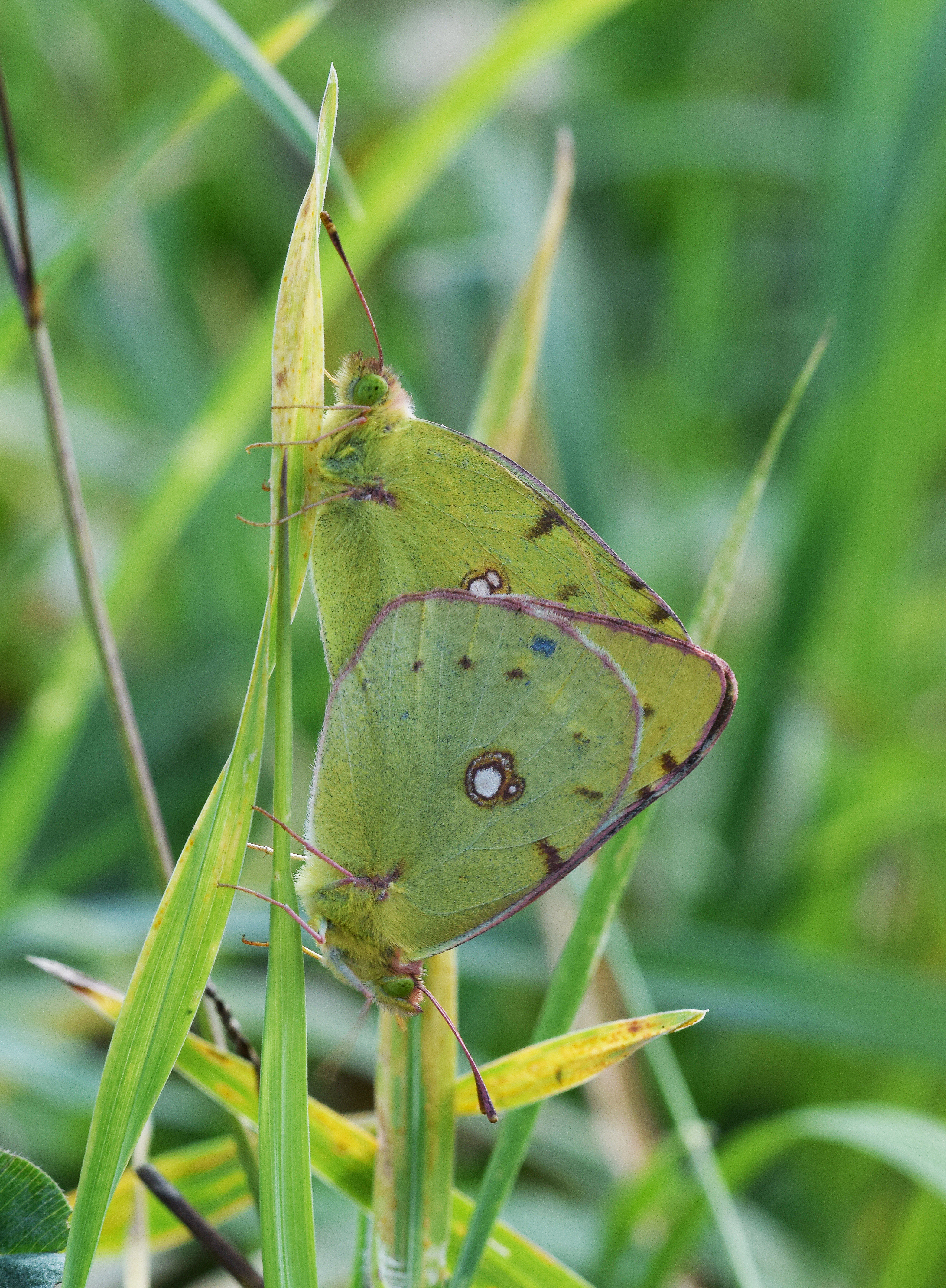
Oranje luzernevlinder in paring

De oranje luzernevlinder (Colias croceus) is een dagvlinder uit de familie Pieridae (witjes).
De oranje luzernevlinder komt voor op klaver- of luzernevelden. De rupsen leven ook op talrijke andere soorten van de vlinderbloemigen. Het is een Midden- en Zuid-Europese soort die als trekvlinder ook noordelijker kan worden aangetroffen. In Nederland kunnen de aantallen per jaar heel verschillend zijn.
De vliegtijd is van maart tot in november.
Op de foto rechtsboven is een mannelijk exemplaar weergegeven, het vrouwtje heeft eenzelfde tekening op de vleugels maar die zijn lichter geel van kleur (zie rechtsonder).

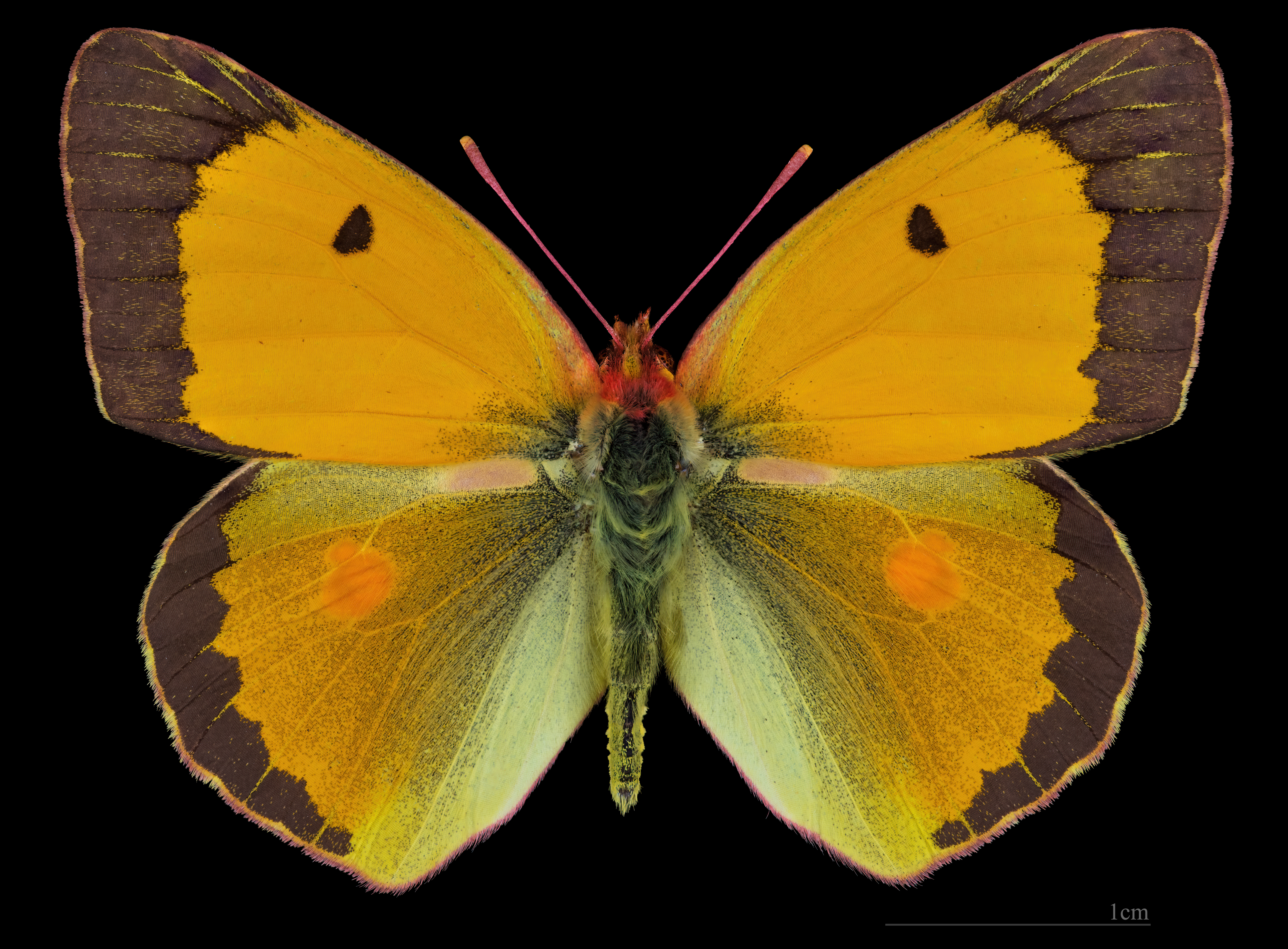
Colias croceus croceus ♂
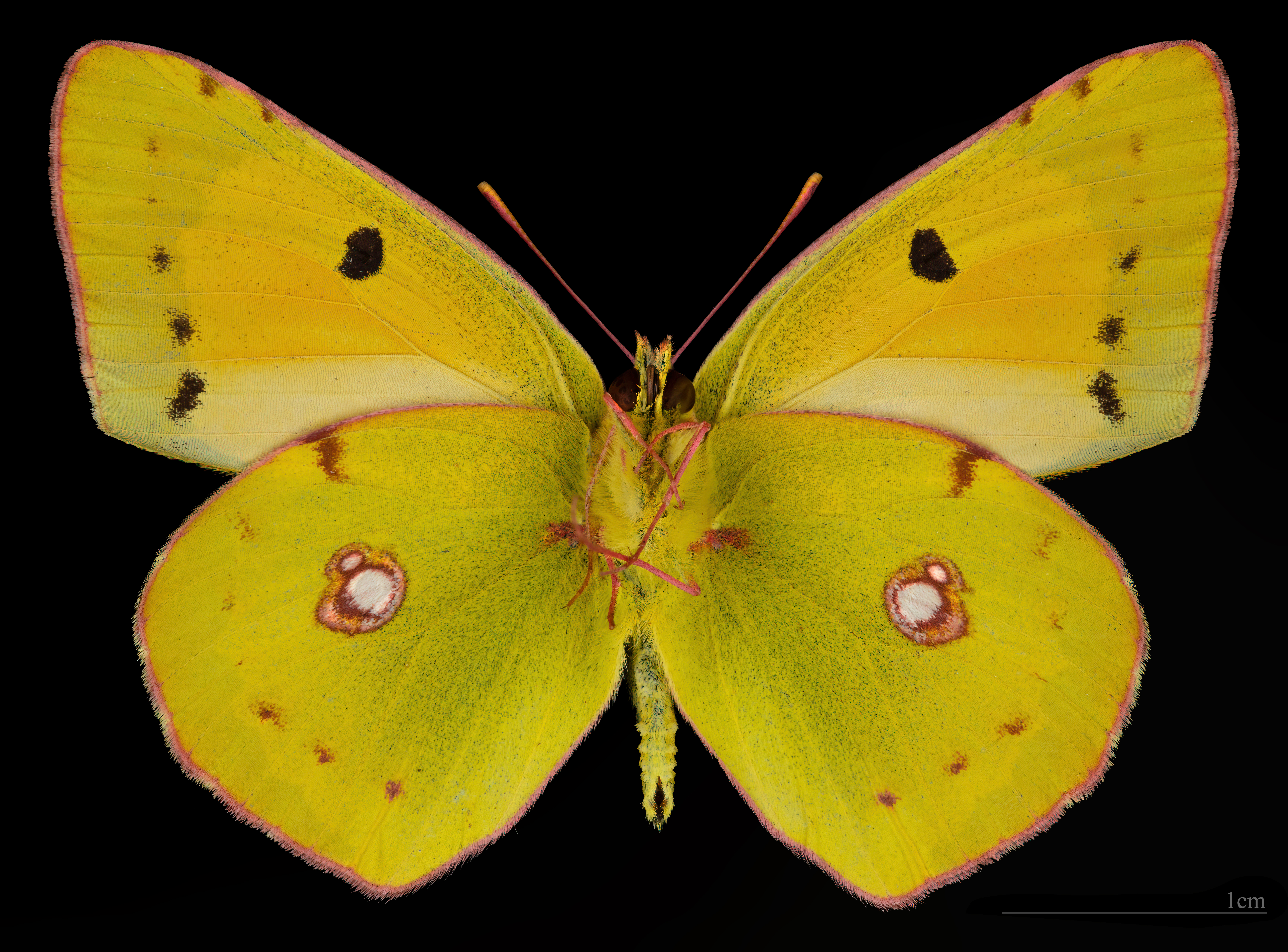
Colias croceus croceus ♂ △
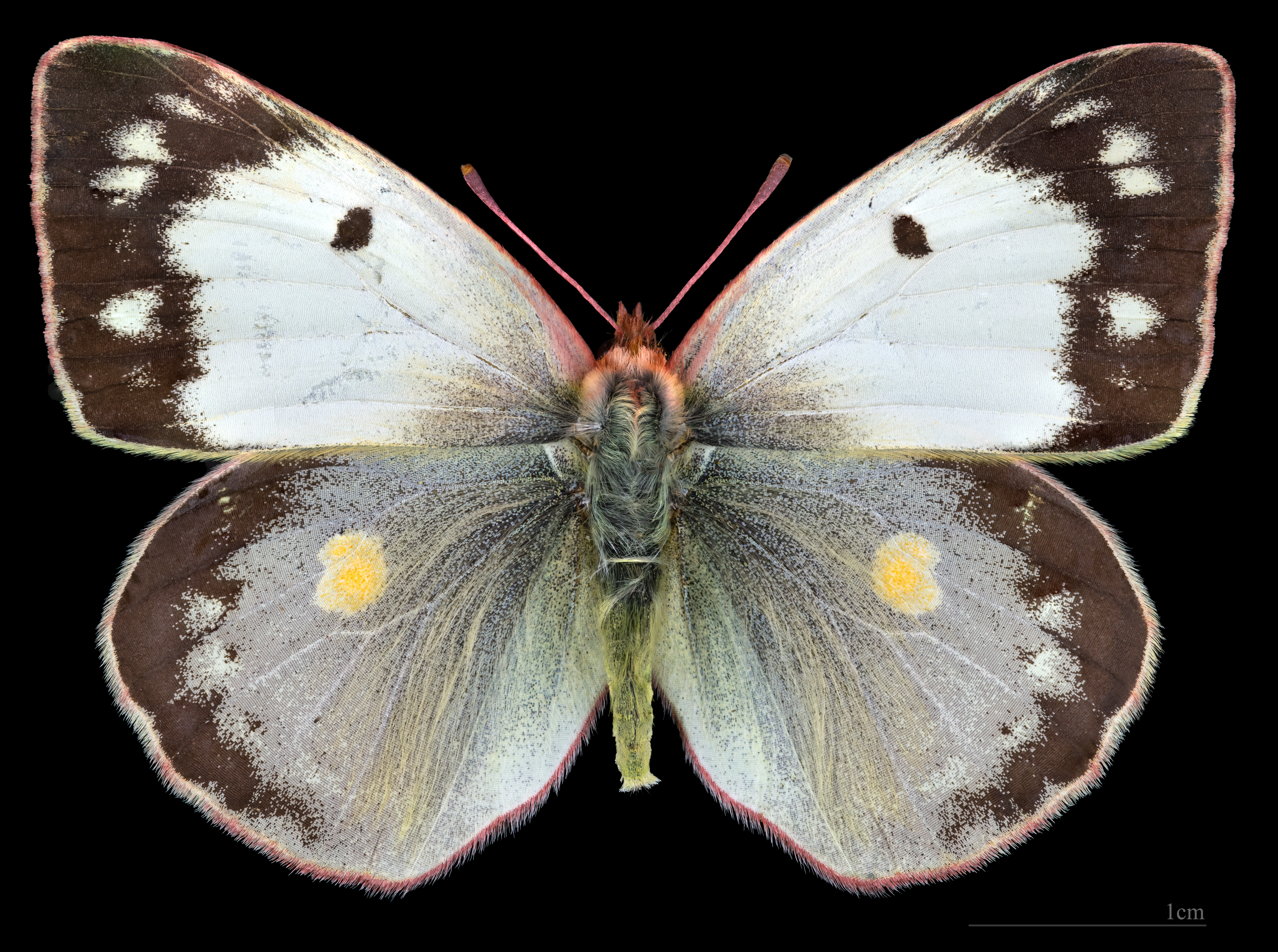
Colias croceus f. helice ♀
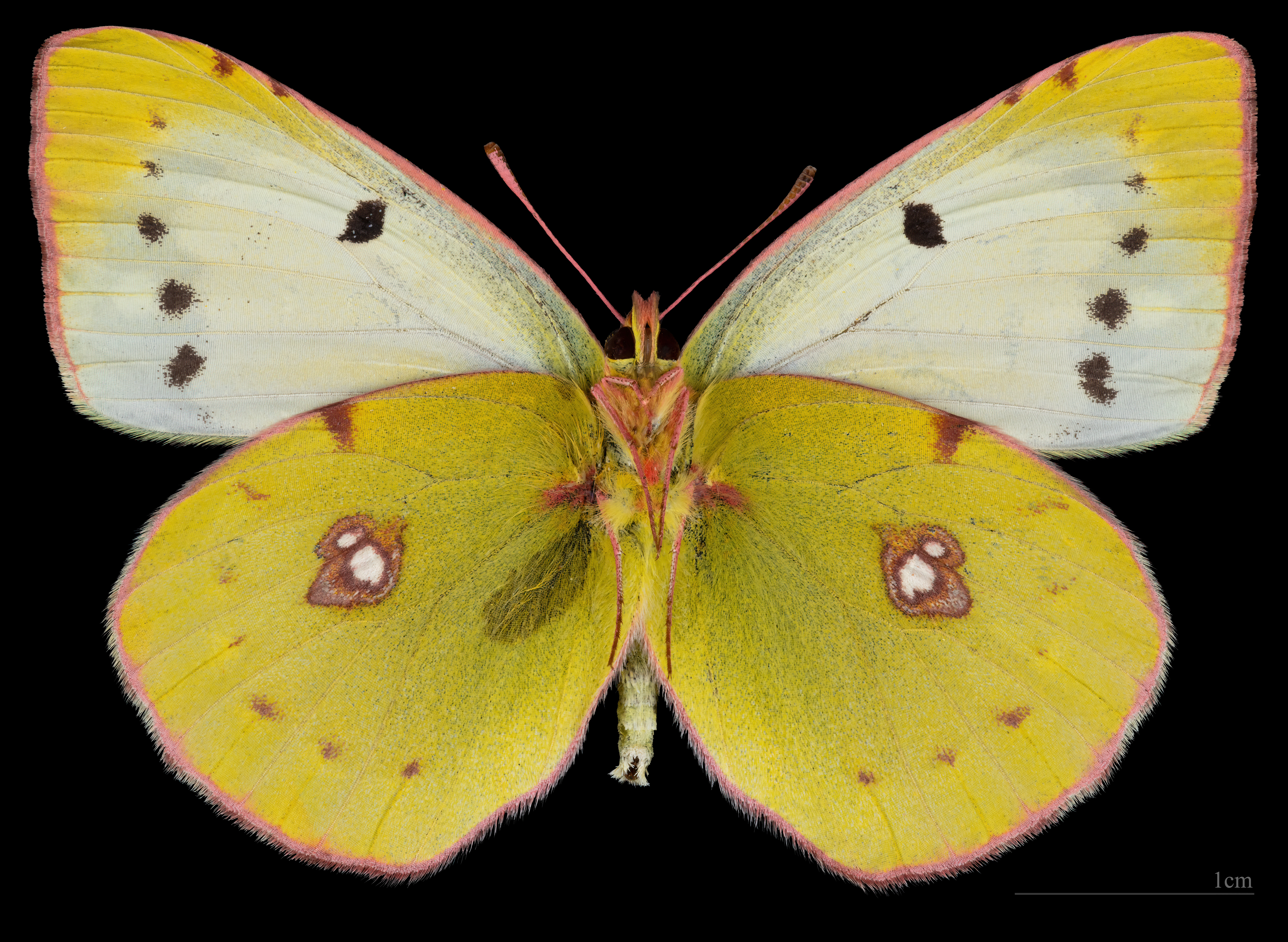
Colias croceus f. helice ♀ △

## Trivia
De vlinder komt voor op een postzegel uit de DDR uitgegeven in 1964.